# ZZ Bootis
ZZ Bootis, eller HD 121648, är en dubbelstjärna belägen i den mellersta delen av stjärnbilden Björnvaktaren. Den har en högsta skenbar magnitud av ca 6,79 och kräver en handkikare eller ett mindre teleskop för att kunna observeras. Baserat på parallax enligt Gaia Data Release 2 på ca 9,31 mas beräknas den befinna sig på ett avstånd av ca 350 ljusår (ca 107 parsec) från solen. Den rör sig närmare solen med en heliocentrisk radialhastighet av ca -30 km/s.

## Observation
År 1950 fastställde Grigorij Sjajn att denna stjärna är en dubbelsidig spektroskopisk dubbelstjärna med en ungefärlig period på 4,96 dygn. Sergej Gaposchkin fann 1951, genom en undersökning av fotografiska plåtar, att de var ett förmörkelsesystem av Algoltyp. Primärstjärnans och följeslagarens förmörkelser har samma djup, 0,65 magnitud, vilket betyder att ljusstyrkan minskar med nästan hälften. Förmörkelserna utgör endast 6 procent av omloppsperioden.

## Egenskaper

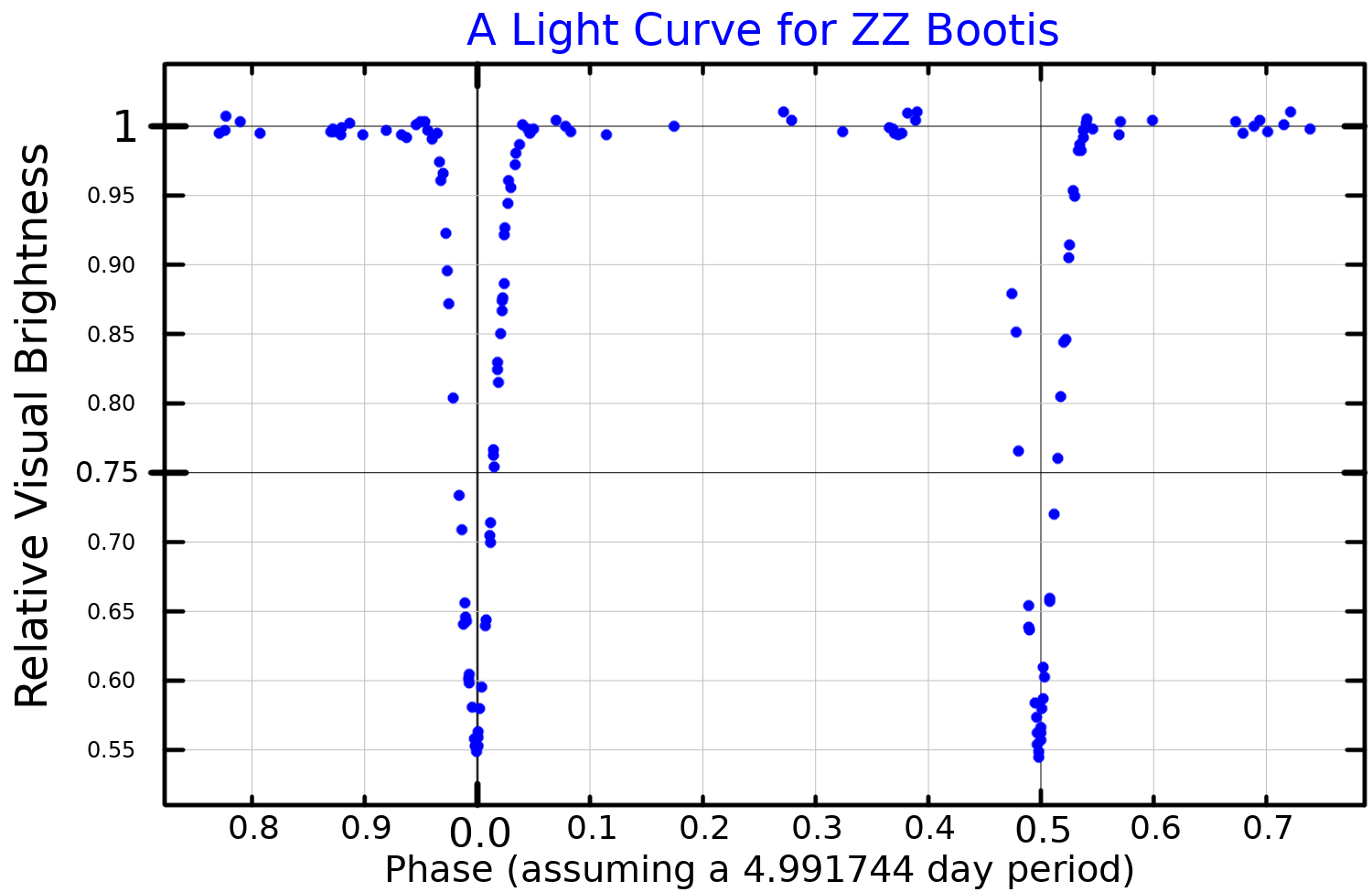
Ljuskurva i visuella bandet för ZZ Bootis, anpassad från McNamara et al. (1971)

Primärstjärnan ZZ Bootis A är en gul till vit stjärna i huvudserien av spektralklass F2 IV-V. Den har en massa av ca 1,6 solmassa, en radie av ca 2,1 solradier och utsänder energi från dess fotosfär motsvarande ca 11 gånger solen vid en effektiv temperatur av ca 6 700 K. 
Följeslagaren ZZ Bootis B är en gul till vit stjärna i huvudserien av spektralklass F2 IV-V. Den har en massa av cirka 1,6 solmassa, en radie av ca 2,2 solradier och utsänder energi från dess fotosfär motsvarande ca 10 gånger solen vid en effektiv temperatur av ca 6700 K.
ZZ Bootis är en förmörkande dubbelstjärna av typen Algolvariabel. Stjärnorna cirkulerar kring varandra med en period av 4,99176522 ± 0,00000010 dygn i en cirkulär bana (excentricitet 0,0) med en halv storaxel av 18,024 ± 0,035 solradier.